# 待ち焦がれて
『待ち焦がれて』 （まちこがれて、Persuasion）は、1995年のイギリス・アメリカ合衆国・フランスのテレビ映画。
監督はロジャー・ミッシェル、出演はアマンダ・ルートとキアラン・ハインズ など。原作はジェイン・オースティンの1818年の小説『説得』。
1995年4月に英国BBC Twoでテレビ放送され、同年アメリカ合衆国で劇場公開された。日本では劇場公開されず、『待ち焦がれて』のタイトルでビデオソフトが発売されたのち、『ジェイン・オースティンの説得』に改題してDVDが発売された。

## ストーリー
1814年、イングランド南西部サマセット。エリオット准男爵の27歳の次女アンは、豊かな教養と深い知性の持ち主であったが、8年前、母親代わりのラッセル夫人の説得で別れさせられた海軍士官ウェントワースのことを思い続け、家にこもって独身のままだった。エリオット家は継承者となる男児がおらず、父と長女エリザベスの浪費により借金がかさんだため、自宅であるケリンチ館を海軍提督クロフト夫妻に貸すことにする。父とエリザベス、そして父の後妻の座を狙うクレイ夫人はバースへと引っ越すが、アンは近隣の裕福な農家マスグローヴ家へ嫁した三女メアリーの世話をするため一人残り、妹の家に滞在することになる。
ウェントワースはクロフト提督夫人の弟で逞しく快活な人物であった。かつては身分が低く財産もなかったが、ナポレオン戦争中に大金を稼ぎ、今は大佐に昇進していた。休暇で戻ったウェントワースは、マスグローヴ家の招待に応じて現れるなり、たちまちマスグローヴ家の若い娘たち、ヘンリエッタとルイーザを虜にしてしまう。アンは再会に激しく動揺するが、8年前と変わらずウェントワースへ恋心を抱いたのだった。ウェントワースもまた、アンとの別離の真相とその後のアンの苦悩を知り、心を揺さぶられる。こうしてマスグローヴ一家とアン、ウェントワースの奇妙な生活が始まった。
ある日、彼らはウェントワースの旧友を訪ねてライム・リージスの町へやってくる。偶然出会ったある紳士がアンに対し熱い視線を向けていた。エリオット家の継承権を持つウィリアムである。

## キャスト
- アン・エリオット: アマンダ・ルート（英語版）
- フレデリック・ウェントワース大佐: キアラン・ハインズ
- ラッセル夫人: スーザン・フリートウッド（英語版）
- ウォルター・エリオット卿: コリン・レッドグレイヴ - アンの父。
- クロフト夫人: フィオナ・ショウ
- クロフト提督: ジョン・ウッドヴァイン（英語版）
- エリザベス: フィービー・ニコルズ（英語版） - アンの姉。
- ウィリアム・エリオット: サミュエル・ウェスト
- チャールズ・マスグローヴ: サイモン・ラッセル・ビール